# الرجل الأخير
الرجل الأخير (بالإنجليزية: The Last Man)‏ هي رواية خيال علمي كارثية بقلم ماري شيلي، نشرت لأول مرة في عام 1826. ويروي الكتاب عالما مستقبليا دمره أحد الأوبئة. وقد تلقت الرواية تقييمات قاسية في ذلك الوقت، وكانت غير معروفة تقريبا حتى ارتقاء أدب الكوارث في الستينات. وتشتهر الرواية بأنها شبه سيرة لشخصيات الأدب الرومانسي في دائرة شيلي، وبالأخص زوجها الراحل بيرسي بيش شيلي واللورد بايرون.